# IV Brigada Aérea (Chile)

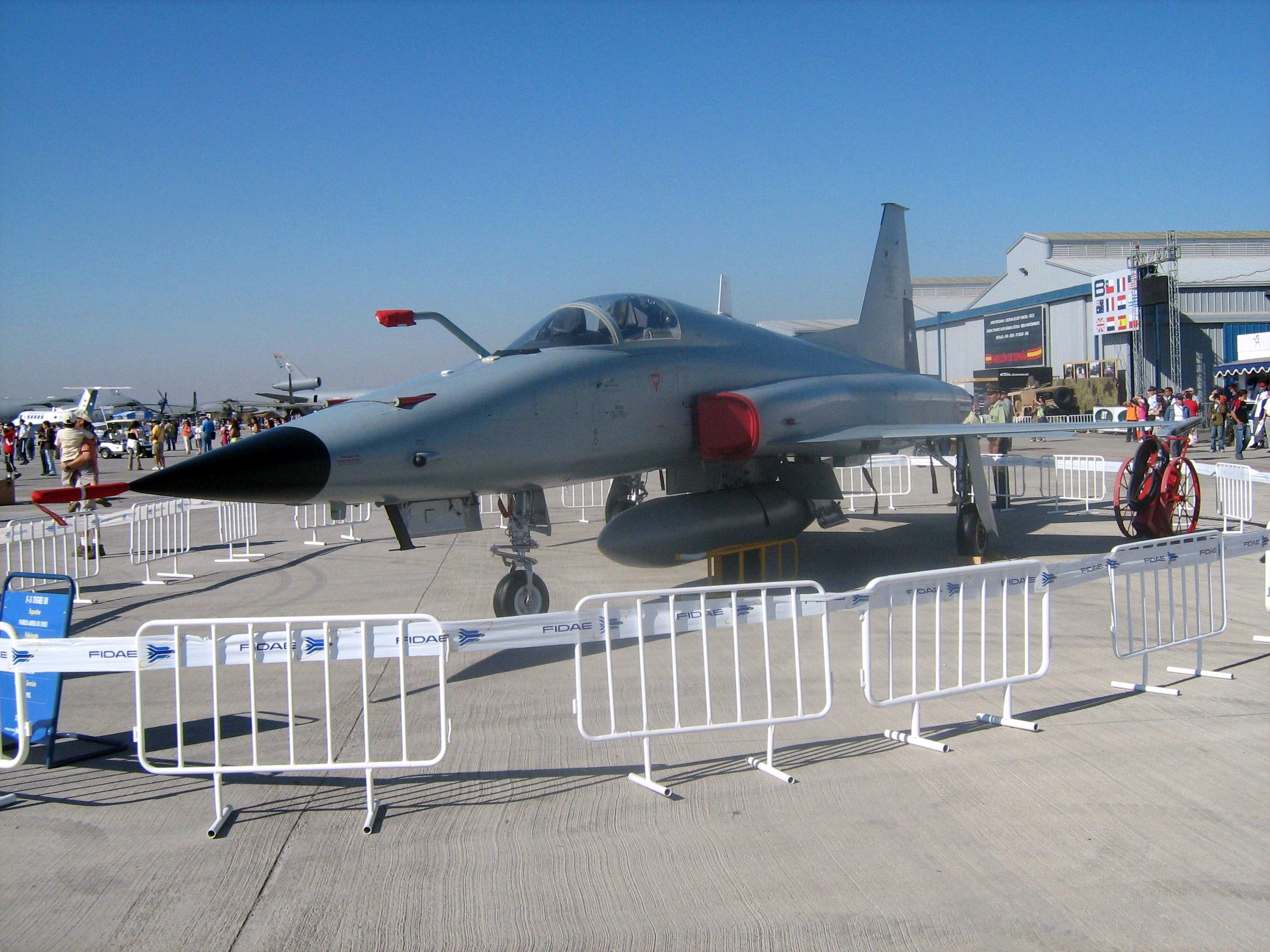
F-5 "Tigre III Plus" de la Fuerza Aérea de Chile similar a los acuartelados en la Base Aérea Chabunco.

La IV Brigada Aérea de la Fuerza Aérea de Chile es la responsable de controlar el espacio aéreo desde los Campos de Hielo Sur (Región Aisén del General Carlos Ibáñez del Campo) hasta el polo sur en el territorio antártico chileno (Región de Magallanes y de la Antártica Chilena), además de realizar operaciones de rescate y salvamento aéreo en esta austral zona del país. Su base se localiza en la ciudad de Punta Arenas.
Esta brigada aérea es conocida por la gran experiencia de vuelo de sus pilotos, ya que las condiciones climáticas no siempre son buenas; también es conocida por realizar constantes vuelos de entrenamiento de combate aéreo diurno y nocturno. 
En esta brigada están asentados los siguientes grupos:
- Grupo de Aviación N.º 6.
- Grupo de Aviación N.º 12.
- Escuadrilla de Seguridad y Defensa de Bases N.° 23 (anterior Grupo de Defensa Antiaérea N.° 23)
- Grupo de Telecomunicaciones y Detección N.º 33.